# Zákamenné
Zákamenné (Hongaars: Zákameneklin) is een Slowaakse gemeente in de regio Žilina, en maakt deel uit van het district Námestovo.
Zákamenné telt 5.187 inwoners.